# Jacob Friedrich Krummacher
Jacob Friedrich Krummacher (ur. 1735, zm. 30 stycznia 1791) – pruski prawnik, sędzia i burmistrz miasta Tecklenburg.

## Życiorys
Jacob Friedrich Krummacher przyszedł na świat w 1735 roku. Z zawodu Friedrich był prawnikiem, sędzią (niem. Hoffiskal) i sędzią sprawiedliwości (niem. Justizkommissar). Z biegiem lat Krummacher objął stanowisko burmistrza miasta Tecklenburg w Nadrenii Północnej Westfalii.
Zmarł 30 stycznia 1791 roku w wieku 56 lat.

## Życie prywatne
Jacob dorobił się dwójki synów: Friedricha Adolfa i Gottfrieda Daniela. Obydwaj z zawodu byli teologami.